# جون ك. بوين
جون ك. بوين هو سياسي كندي، ولد في 3 أكتوبر 1872 في كندا، وتوفي في 2 يناير 1957 في إدمونتون في كندا. حزبياً، نشط في الحزب الليبيرالي الألبرتي. وقد انتخب Lieutenant Governor of Alberta ‏ (23 مارس 1937 – 1 فبراير 1950) وانتخب Leader of the Opposition (Alberta) ‏ (1926 – 1926) وانتخب عضو الجمعية التشريعية ألبرتا عن دائرة Edmonton (provincial electoral district) ‏ (18 يوليو 1921 – 28 يونيو 1926).